# Cicely Tyson
Cicely Tyson (New York, 19 dicembre 1924 – New York, 28 gennaio 2021) è stata un'attrice, modella e scrittrice statunitense.
Nel corso della sua longeva carriera di attrice, portata avanti per un arco temporale di sette decenni, ha accumulato tre Premi Emmy, un Tony Award e il Premio Oscar alla carriera nel 2019. Nel 1973 fu inoltre candidata al premio Oscar alla miglior attrice per il film Sounder di Martin Ritt.

## Biografia
Nonostante la sua famiglia fosse originaria dell'isola di Nevis (Saint Kitts e Nevis) nelle allora Indie occidentali, Cicely Tyson nacque nel quartiere newyorkese di Harlem da Frederica, domestica, e William Augustine Tyson, tuttofare che si trasferì negli Stati Uniti d'America registrandosi a Ellis Island a 21 anni il 4 agosto 1919. Scoperta da un fotografo della rivista per afroamericani Ebony, divenne subito una celebre modella. Nel 1968 partecipò al film L'urlo del silenzio, ispirato al romanzo Il cuore è un cacciatore solitario di Carson McCullers (1940).
Si impose all'attenzione di critica e pubblico a livello internazionale grazie alla sua interpretazione nel film Sounder (1972), per cui fu candidata all'Oscar alla miglior attrice e al Golden Globe nella medesima categoria. Il ruolo da protagonista nella miniserie The Autobiography of Miss Jane Pittman (1974) le valse i primi due Emmy e una candidatura ai Premi BAFTA. Ebbe poi un ruolo cinematografico minore ma significativo in Pomodori verdi fritti alla fermata del treno (1991). Nel 2013 vinse il Tony Award alla miglior attrice protagonista in un'opera teatrale per la pièce The Trip to Bountiful a Broadway. Negli ultimi anni ha preso parte all'acclamato film The Help (2012) e a dieci episodi della serie televisiva Le regole del delitto perfetto (2015-2020), ottenendo grazie a quest'ultimo incarico altre cinque candidature agli Emmy.

## Vita privata
Tyson fu la terza moglie del famoso musicista jazz Miles Davis. A diciassette anni ebbe la sua unica figlia, nata dal matrimonio con il primo marito Kenneth Franklin. Era vegetariana.

## Filmografia

### Cinema
- Carib Gold, regia di Harold Young (1957)
- Strategia di una rapina (Odds Against Tomorrow), regia di Robert Wise (1959)
- Addio dottor Abelman! (The Last Angry Man), regia di Daniel Mann (1959)
- La pelle brucia (A Man Called Adam), regia di Leo Penn (1966)
- I commedianti (The Comedians), regia di Peter Glenville (1967)
- L'urlo del silenzio (The Heart Is a Lonely Hunter), regia di Robert Ellis Miller (1968)
- Sounder, regia di Martin Ritt (1972)
- Il giardino della felicità (The Blue Bird), regia di George Cukor (1976)
- The River Niger, regia di Krishna Shah (1976)
- A Hero Ain't Nothin' But a Sandwich, regia di Ralph Nelson (1978)
- Airport '80 (The Concorde... Airporte '79), regia di David Lowell Rich (1979)
- Libertà poco vigilata (Bustin' Loose), regia di Oz Scott e Michael Schultz (1981)
- Pomodori verdi fritti alla fermata del treno (Fried Green Tomatoes), regia di Jon Avnet (1991)
- Hoodlum, regia di Bill Duke (1997)
- Il mio amico a quattro zampe (Because of Winn-Dixie), regia di Wayne Wang (2005)
- Amori e sparatorie (Diary of a Mad Black Woman), regia di Darren Grant (2005)
- Riunione di famiglia con pallottole (Madea's Family Reunion), regia di Tyler Perry (2006)
- Idlewild, regia di Bryan Barber (2006)
- Why Did I Get Married Too?, regia di Tyler Perry (2010)
- The Help, regia di Tate Taylor (2011)
- Alex Cross - La memoria del killer (Alex Cross), regia di Rob Cohen (2012)
- The Haunting in Connecticut 2: Ghosts of Georgia, regia di Tom Elkins (2013)
- Showing Roots, regia di Michael Wilson (2016)
- Last Flag Flying, regia di Richard Linklater (2017)
- La verità di Grace (A Fall from Grace), regia di Tyler Perry (2020)

### Televisione
- Frontiers of Faith – serie TV, 1 episodio (1951)
- CBS Repertoire Workshop – serie TV, 1 episodio (1960)
- The Nurses – serie TV, episodio 1x11 (1962)
- La città in controluce (Naked City) – serie TV, 1 episodio (1963)
- Assistente sociale (East Side/West Side) – serie TV, 25 episodi (1963-1964)
- Slattery's People – serie TV, 1 episodio (1965)
- Sentieri (The Guiding Light) – serie TV, 1 episodio (1966)
- Le spie (I Spy) – serie TV, 2 episodi (1965-1966)
- Cowboy in Africa – serie TV, 1 episodio (1967)
- Al banco della difesa (Judd, for the Defense) – serie TV, 1 episodio (1967)
- Medical Center (Calling Dr. Gannon) – serie TV, 1 episodio (1969)
- F.B.I. (The F.B.I.) – serie TV, 2 episodi (1968-1969)
- Una moglie per papà (The Courtship of Eddie's Father) – serie TV, 1 episodio (1969)
- Arrivano le spose (Here Comes the Brides) – serie TV, 1 episodio (1970)
- The Bill Cosby Show – serie TV, 1 episodio (1970)
- Missione impossibile (Mission Impossible) – serie TV, 1 episodio (1970)
- Gunsmoke – serie TV, 1 episodio (1970)
- Insight – serie TV, 1 episodio (1971)
- Marriage: Year One – film TV (1971)
- Neighbors – film TV (1971)
- Squadra emergenza (Emergency!) – serie TV, 1 episodio (1972)
- Wednesday Night Out – film TV (1972)
- Norman Corwin Presents – serie TV, 1 episodio (1972)
- Jane Pittman - Una storia del profondo sud (The Autobiography of Miss Jane Pittman) – miniserie TV (1974)
- Solo una dolce vecchia canzone (Just an Old Sweet Song) – film TV (1976)
- Radici (Roots) – miniserie TV, 1 episodio (1977)
- Wilma – film TV (1977)
- King – miniserie TV, 3 episodi (1978)
- Una donna chiamata Mosè (A Woman Called Moses) – miniserie TV, 2 episodi (1978)
- La storia di Marva Collins (The Marva Collins Story) – film TV (1981)
- Benny's Place – film TV (1982)
- Playing with Fire – film TV (1985)
- Zona pericolo (Acceptable Risks) – film TV (1986)
- Lotta per la vita (Samaritan: The Mitch Snyder Story) – film TV (1986)
- Tradimento fatale (Intimate Encounters) – film TV (1986)
- The Women of Brewster Place – miniserie TV, 2 episodi (1989)
- Detective Stryker (B.L. Stryker) – serie TV, 1 episodio (1990)
- Heat wave - onda di fuoco (Heat Wave) – film TV (1990)
- Il bambino che amava il Natale (The Kid Who Loved Christmas) – film TV (1990)
- Clippers – film TV (1991)
- Un’altra vita (Duplicates) – film TV (1992)
- Vittima d'amore (When No One Would Listen) – film TV (1993)
- Insieme per vendetta (House of Secrets) – film TV (1993)
- Oldest Living Confederate Widow Tells All – miniserie TV, 1 episodio (1994)
- Per amore della legge (Sweet Justice) – serie TV, 23 episodi (1994-1995)
- The Road to Galveston – film TV (1996)
- Bridge of Time – film TV (1997)
- Riot – film TV, episodio "Homecoming Day" (1997)
- Il prezzo del coraggio (The Price of Heaven) – film TV (1997)
- Ms. Scrooge – film TV (1997)
- Always Outnumbered - Giustizia senza legge (Always Outnumbered) – film TV (1998)
- Mama Flora's Family – miniserie TV, 2 episodi (1998)
- A Lesson Before Dying – film TV (1999)
- Aftershock - Terremoto a New York (Aftershock: Earthquake in New York) – miniserie TV, 2 episodi (1999)
- Il tocco di un angelo (Touched by an Angel) – serie TV, 1 episodio (2000)
- Oltre i limiti (The Outer Limits) – serie TV, 1 episodio (2000)
- The Rosa Parks Story – film TV (2002)
- Relative Stranger – film TV (2009)
- Law & Order - Unità vittime speciali (Law & Order: Special Victims Unit) – serie TV, 1 episodio (2009)
- The Trip to Bountiful – film TV (2014)
- House of Cards - Gli intrighi del potere (House of Cards) – serie TV, 3 episodi (2016)
- Madam Secretary – serie TV, 1 episodio (2019)
- Cherish the Day – serie TV, 7 episodi (2020)
- Le regole del delitto perfetto (How to Get Away with Murder) – serie TV, 10 episodi (2015-2020)

## Riconoscimenti
- Premio Oscar
  - 1973- Candidatura alla miglior attrice protagonista per Sounder
  - 2019- Oscar alla carriera

- Golden Globe
  - 1973- Candidatura alla miglior attrice in un film drammatico per Sounder

- BAFTA
  - 1974- Candidatura alla miglior attrice protagonista per The Autobiography of Miss Jane Pittman

- Primetime Emmy Awards
  - 1974- Miglior attrice in un film drammatico per The Autobiography of Miss Jane Pittman
  - 1974- Attrice dell'anno -special-
  - 1977- Candidatura alla miglior interpretazione singola di un'attrice non protagonista in una serie comica o drammatica per Roots
  - 1978- Candidatura alla miglior attrice protagonista in una miniserie per King
  - 1982- Candidatura alla miglior attrice protagonista in una miniserie per Hallmark Hall of Fame
  - 1994- Miglior attrice non protagonista in una miniserie per Oldest Living Confederate Widow Tells All
  - 1995- Candidatura alla miglior attrice protagonista in una serie drammatica per Sweet Justice
  - 1999- Candidatura alla miglior attrice non protagonista in una miniserie o film per la televisione per A Lesson Before Dying
  - 2009- Candidatura alla miglior attrice non protagonista in una miniserie o film per la televisione per Relative Stranger
  - 2014- Candidatura alla miglior attrice protagonista in una miniserie o film per la televisione per The Trip to Bountiful
  - 2014- Candidatura al miglior film per la televisione per The Trip to Bountiful
  - 2015- Candidatura alla miglior attrice ospite in una serie drammatica per Le regole del delitto perfetto
  - 2017- Candidatura alla miglior attrice ospite in una serie drammatica per Le regole del delitto perfetto
  - 2018- Candidatura alla miglior attrice ospite in una serie drammatica per Le regole del delitto perfetto
  - 2019- Candidatura alla miglior attrice ospite in una serie drammatica per Le regole del delitto perfetto
  - 2020- Candidatura alla miglior attrice ospite in una serie drammatica per Le regole del delitto perfetto
- Daytime Emmy Awards
  - 1982- Candidatura alla miglior interpretazione in un programma per bambini per The Human Body: Becoming a Woman

- Screen Actors Guild Awards
  - 1995- Candidatura alla miglior attrice protagonista in una serie drammatica per Sweet Justice
  - 1995- Candidatura alla miglior attrice protagonista in una miniserie per Oldest Living Confederate Widow Tells All
  - 1997- Candidatura alla miglior attrice protagonista in una miniserie per The Road to Galveston
  - 2012- Miglior cast cinematografico per The Help
  - 2015- Candidatura alla miglior attrice protagonista in una miniserie o film per la televisione per The Trip to Bountiful

- Tony Awards
  - 2013- Miglior attrice protagonista in un'opera teatrale per The Trip to Bountiful

## Teatro (parziale)
- In viaggio verso Bountiful, di Horton Foote, regia di Michael Wilson. Stephen Sondheim Theatre di Broadway (2013)
- Gin Game, di Donald L. Coburn, regia di Leonard Foglia. John Golden Theatre di Broadway (2015)

## Doppiatrici italiane
Nelle versioni in italiano dei suoi lavori, Cicely Tyson è stata doppiata da:
- Graziella Polesinanti ne Il mio amico a quattro zampe, The Help, La verità di Grace, Le regole del delitto perfetto
- Angiolina Quinterno in L'urlo del silenzio
- Serena Verdirosi ne Il giardino della felicità
- Federica Giulietti in Pomodori verdi fritti alla fermata del treno
- Cristina Grado in Hoodlum
- Ludovica Modugno in Alex Cross - La memoria del killer
- Rita Savagnone in House of Cards - Gli intrighi del potere
- Licia Lombardi in Un'altra vita